# فرخنده یقه‌زرشکی
فرخنده یقه‌زرشکی (نام علمی: Ramphocelus sanguinolentus) یک پرنده آوازخوان نسبتاً کوچک در آمریکای میانی است. نخستین توسط طبیعت‌شناس فرانسوی René-Primevère Lesson در سال ۱۸۳۱ توصیف شد، لقب خاص آن از صفت لاتین sanguinolentus، «خون‌آلود» که به پرهای سرخ آن اشاره دارد.